# Abdel Karim al-Iryani
Abdel Karim al-Iryani (en arabe : عبد الكريم علي يحيى محمد عبد الله الإرياني), né le 12 octobre 1934 et mort le 8 novembre 2015, fut le Premier ministre du Yémen du 29 avril 1998 au 31 mars 2001 , membre du Congrès général du peuple.

## Biographie
Abdel Karim al-Iryani est issu d'une famille qui a occupé des postes gouvernementaux dans la région yéménite depuis 700 ans. Il est par ailleurs le neveu d'Abdel Rahman al-Iryani, président du conseil républicain de la République arabe du Yémen de 1967 à 1974. Il fait ses études en Égypte et aux États-Unis. Il obtient son doctorat en génétique biochimique à l'université Yale en 1968. Il retourne au Yémen en 1972 et occupe plusieurs fonctions gouvernementales. Il est Premier ministre de la République arabe du Yémen de 1980 à 1983, puis Premier ministre du Yémen (uni) du 29 avril 1998 au 31 mars 2001. Il a aussi tenu le rôle de ministre des Affaires étrangères pendant plus de treize années.
En 1990, il joue un rôle central dans l'union du Yémen du nord et du sud.
Il est aussi de mars 1974 à décembre 1976, ministre du Développement, puis ministre de l'Éducation de décembre 1976 à août 1978. Il est ensuite vice-Premier ministre et ministre des Affaires étrangères de décembre 1984 à mai 1990. Il est ensuite ministre des Affaires étrangères de mai 1990 à juin 1993, puis ministre du Plan de juin 1993 à octobre 1994. Il est enfin vice-Premier ministre et ministre des Affaires étrangères de octobre 1994 à avril 1998. En juin 1995, il devient secrétaire général du Congrès général du peuple.
En 1998, il est victime d'une tentative d'assassinat.
En 2011, lors de la révolution yéménite, il est favorable au départ d'Ali Abdallah Saleh du pouvoir. Il convainc ce dernier de quitter la présidence du pays pour respecter l'unité du pays, mais si ce dernier accepte, cette décision signe le début des conflits armés avec les Houthis auxquels Saleh se lie pour reprendre la capitale.